# Adelgard Perkmann
Adelgard Friederike Perkmann (geboren 1. Dezember 1897 in Czernowitz, Österreich-Ungarn; gestorben 25. Februar 1946 in Vorau) war eine österreichische Volkskundlerin.

## Leben
Adelgard Perkmann war eine Tochter des Lehrers Josef Perkmann (1862–1945), der im Wandervogel, Deutscher Bund für Jugendwanderungen engagiert war, und der Anna Perkmann (gestorben 1944). Der Vater wurde 1902 als Gymnasialprofessor nach Wien versetzt. Perkmann studierte Germanistik und klassische Philologie an der Universität Wien und wurde 1923 bei Ludwig Radermacher mit der Dissertation Streitszenen in der griechisch-römischen Komödie promoviert. Perkmann arbeitete von 1924 an als Bibliothekarin am Museum für Volkskunde und wurde ab März 1927 vom Bundesministerium für Unterricht als „Vertragsangestellte des höheren wissenschaftlichen Dienstes“ beschäftigt.
Perkmann hielt seit 1924 Rundfunkvorträge in der RAVAG. 1932 war sie Mitgründerin und Geschäftsführerin der „Arbeitsgemeinschaft für Volkskunde an der Universität Wien“. Sie arbeitete mit an der „Internationalen Volkskundlichen Bibliographie“ und schrieb für das Handwörterbuch des deutschen Aberglaubens (HDA) die Artikel „Berühren. Berufen. Beschreien. Besprechen. Gesundbeten. Glocke. Glockenguß. Handauflegen. Hillebille. Katzenmusik. Klapper. Lärm. Läuten. Peitsche, peitschen.“
Perkmann hatte teil an der Propagierung und Popularisierung der Volkskunde in der Ersten Republik und ab 1934 im Ständestaat. 
Nach dem Anschluss Österreichs 1938 wurde sie aus rassistischen Gründen vom Dienst suspendiert und zwangspensioniert.

## Schriften (Auswahl)
- Topoi in der griechisch-römischen Komödie. In: Mitteilungen des Vereins klassischer Philologen in Wien, 2 (1925)
- Ostern im Volksbrauch. In: Die deutsche Frau, 4. Jg. 1. Aprilheft (1935)
- Advent im Volksbrauch. In: Die deutsche Frau, 4. Jg., 1. Dezemberheft (1935)
- Volkstumspflege. In: Monatsschrift für Kultur und Politik, 1. Jg., H. 11 (1936)
- Österreichische Volkskunde. Bericht über wissenschaftliche Veröffentlichungen in den Jahren 1933–1936. In: Monatsschrift für Kultur und Politik, 2. Jg., H. 4 (1937)
- Lebendige Volkskunst. In: Monatsschrift für Kultur und Politik, 2. Jg., H. 9 (1937)